# Américo Alves Aguiar
Américo Aguiar (né le 12 décembre 1973) est un prélat portugais de l'Église catholique qui est évêque de Setúbal le 21 septembre 2023. Il est nommé cardinal en septembre 2023.

## Biographie

### Origine et jeunesse
Américo Manuel Alves Aguiar est né à Leça do Balio (pt) à Matosinhos dans la zone métropolitaine de Porto le 12 décembre 1973. Après avoir terminé le collège, il entre au séminaire d'Ermesinde puis étudie au grand séminaire du diocèse de Porto et à la section de Porto de l'Université catholique portugaise. 
Dans sa jeunesse, il a également participé à la politique électorale à la fois à Matosinhos et dans la municipalité voisine de Maia, travaillant avec des membres du conseil municipal dans les deux. Il a siégé au conseil municipal de Matosinhos de 1994 à 1997 en tant que membre du Parti socialiste. Il a qualifié son engagement politique de « très amusant ». 

### Prêtre
Il a été ordonné prêtre du diocèse de Porto le 8 juillet 2001 par Armindo Lopes Coelho (en), évêque de Porto. En 2014, il a obtenu une maîtrise en sciences de la communication de l'université catholique portugaise de Lisbonne. 
Il a été curé de la paroisse de São Pedro de Azevedo (Campanhã) de 2001 à 2002 ; secrétaire spécial de l'évêque de Porto, Armindo Lopes Coelho, curé de la cathédrale de 2002 à 2004 ; et vicaire général du diocèse de 2004 à 2006.
Il a été président du conseil d'administration de "Rádio Renascença" (Lisbonne) à partir de 2017 tout en continuant à assurer des services pastoraux à Porto. En 2017, il est devenu directeur national du Secrétariat des communications sociales de l'Église et chef de la Commission épiscopale pour la culture, les biens culturels et les communications sociales. Il a dirigé la communauté des prêtres du diocèse de 2011 à 2019.

### Évêque
Le 1er mars 2019, le pape François l'a nommé évêque auxiliaire de Lisbonne et évêque titulaire de Dagnum (de). Il a reçu l'ordination épiscopale des mains du cardinal patriarche de Lisbonne, Manuel Clemente, à l'église Santissima Trindade de Porto le 31 mars 2019. Il était alors le plus jeune évêque du Portugal. En janvier 2023, il a fait l'éloge funéraire du pape Benoît XVI.
Il a dirigé la Commission pour la protection des mineurs et des personnes vulnérables du Patriarcat de Lisbonne jusqu'en mars 2023, date à laquelle la Conférence épiscopale portugaise a décidé que seuls des laïcs devraient siéger dans ces organes.
Il dirige l'organisme responsable de l'organisation des Journées mondiales de la jeunesse au Portugal du 1er au 6 août 2023. A ce sujet, il déclare le 6 juillet 2023 à Radio-télévision du Portugal : « Nous ne voulons pas convertir les jeunes au Christ ou à l’Église catholique ou à quoi que ce soit de ce genre, pas du tout », ce qui fait polémique,.

### Cardinal
Le 9 juillet 2023, le pape François a annoncé son intention de le créer cardinal. Il le devient lors du consistoire extraordinaire du 30 septembre 2023 et reçoit à cette occasion le titre de cardinal-prêtre de Sant'Antonio da Padova a Via Merulana.
Le 21 septembre 2023, il est nommé évêque de Setúbal.